# Torbjörn Norin
Carl Torbjörn Norin, född 16 september 1933 i Örnsköldsvik, död 16 april 2020 i Västerleds distrikt i Stockholm, var en svensk kemist.

## Biografi
Norin studerade vid Kungliga Tekniska högskolan (KTH) där han 1957 avlade civilingenjörsexamen och 1962 disputerade i organisk kemi och biokemi. 1961–1962 forskade han vid Oxford University, och 1964 blev han docent vid KTH. Han var därefter verksam dels vid KTH och dels som tillförordnad professor i organisk kemi vid Umeå universitet innan han 1966 blev forskningsdirektör vid STFI och tillika chef för STFI:s kemiska avdelning. Han stannade på denna post till 1972. 1966–1969 ledde han också KTH:s träkemiska laboratorium, och från 1969 var han professor i organisk kemi vid KTH. Han blev senare professor emeritus.
Torbjörn Norins forskningsområde inkluderar syntetisk organisk kemi, asymmetrisk katalys, enzymer i organisk syntes, biokatalys, naturproduktskemi, biologiskt aktiva ämnen av naturligt ursprung, ytaktiva ämnens kemi och egenskaper, samt kemin för molekylär igenkänning.
Norin blev ledamot av Ingenjörsvetenskapsakademien 1987 och av Vetenskapsakademien 1989. Från 1999 var han utländsk ledamot av Det Kongelige Norske Videnskabers Selskab.
Han var bland annat ordförande för Svenska Kemistsamfundet (1989–1999) och verksam inom IUPAC:s division för biomolekylär och organisk kemi 1989–2003, varav 1998–1999 som vice ordförande och 2000–2001 som ordförande. Han var också verksam i Ytkemiska institutets styrelse (ordförande 1989–2000), ledamot av STFI:s styrelse (1990–1997), samt styrelseledamot i KemaNobel AB respektive Nobel Chemicals AB.
Torbjörn Norin är begravd på Bromma kyrkogård.